# T-54
T-54（ロシア語：テー・ピヂスャート・チトィーリェ）は、ソビエト連邦で開発された中戦車である。1946年にソビエト連邦軍に「中戦車T-54」（«средний танк Т-54»）という制式名称で採用され、1947年に量産型が完成した。
時代の流れとともに主力戦車として運用されるようになった。東側諸国をはじめ世界各国で運用され、数多くの実戦に投入された。

## 背景
T-54は、第二次世界大戦中に開発されたT-44の発展型として設計された。T-44は先進的な車体設計を持つ一方、T-34-85と同等の85 mm砲しか装備できなかったため、その打撃力には不満があった。そこで、次なるT-54ではT-44をベースに時代に合った100 mm砲を無理なく搭載できることが必要条件とされた。主要な仮想敵は、ナチス・ドイツのパンター中戦車であるとされた。
1945年には、戦時中ウラル地方に疎開していたハリコフ設計局（現在のO・O・モローゾウ記念ハルキウ機械製造設計局、KhKBM）がウクライナのハリコフに戻り、その地で最初のT-54が製作された。この車輌は当初はT-44Vと呼ばれたが、すぐにT-54に改称された。

### T-54 (1946年型)

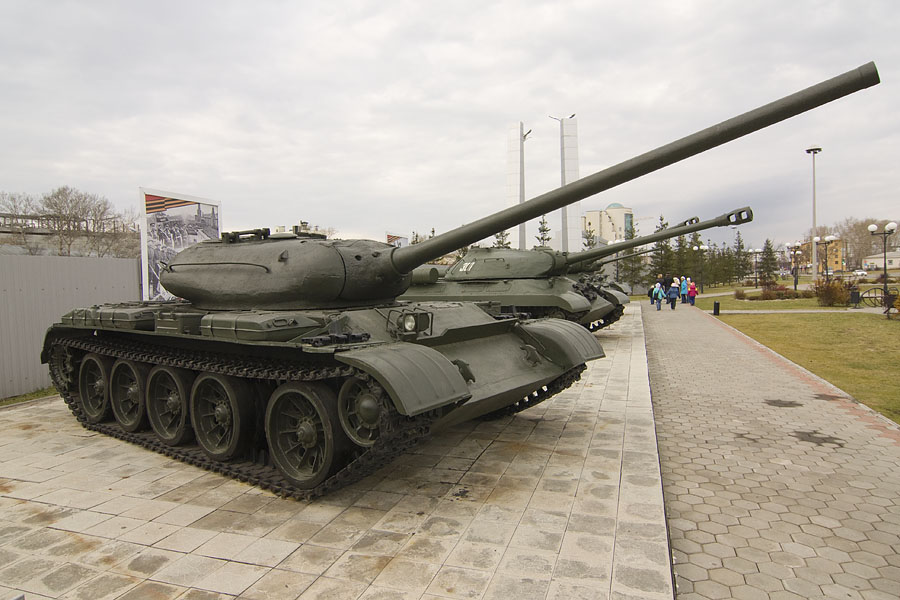
T-54-1（1946年型）砲塔の形状は歪んだ算盤の珠のような上下に窄まった形をしており、下方全体にショットトラップが存在する

完成されたT-54は、それまでのD-5Tに換えて砲塔にD-10 100 mmライフル砲を装備していた。また、この他に副武装としてフェンダー上の装甲函に遠隔操作式のSGMT 7.62 mm重機関銃2挺、主砲同軸のSGMT 7.62 mm重機関銃1挺、砲塔上部にDShK38 12.7 mm重機関銃1挺を搭載、4倍望遠のTSh-20照準器が装着されていた。
車体は前作T-44同様の車体上部とシャーシが一体の箱型車体を持つスタイルが踏襲された。車体前面上部装甲厚は、T-44の90 mmより強化され97 mmとなった。エンジンは、2段階切り替え式の回転機能を持つ520馬力のV-54が装備された。ピッチ幅の小さい覆帯は横幅500 mmで、90のトラックからなっており、シングルピンによって接続されていた。T-54では、試作に終わったT-43で試されT-44で実用化された大直径転輪とトーションバー・サスペンションとを組み合わせる方式を受け継いでおり、この点でそれまでの主力であったT-34とは大きく異なっていた。また、車体前後のサスペンションには油気圧式ダンパーが付けられ、急発進・停止時の車体の動揺を抑制していた。
他にも炭酸ガス半自動消火装置も採用され、また、MDSh煙幕発生装置が車体の後部区画外部に装備された。連絡手段として、無線装置10-RT-26や車輌間通信装置TPU-47が搭載された。
このT-54最初期型は、のちに以降の型と区別してT-54-1あるいは1946年型と呼ばれるようになった。砲塔装甲は最厚部で200 mm。歪んだ算盤の珠のような上下に窄まった形状で、結果的に下方全体に命中弾が砲塔リングや車体上部に誘引されるショットトラップがあり、後のドーム型とは印象を異にするものであった。

### T-54（1949年型）
1948年に完成された最初の発展型における最大の変更点は砲塔形状であった。IS-3の砲塔を参考に設計された新型砲塔は半円球から後部下部が削り取られたような形状をしており、後部のせり上がったショットトラップだけが原型を留めていた。左右フェンダー上の2挺の機銃は廃止され、T-44同様に車体前方に空けられた小穴から発射される固定機銃SGMT重機関銃1挺が装備され、覆帯幅は580 mmに拡張された。重量軽減のため、車体前面装甲は120 mmから100 mmに減ぜられた。
この派生型は、T-54-2もしくは「1949年型」と呼ばれ、先行生産された。

### T-54（1951年型、1953年型）

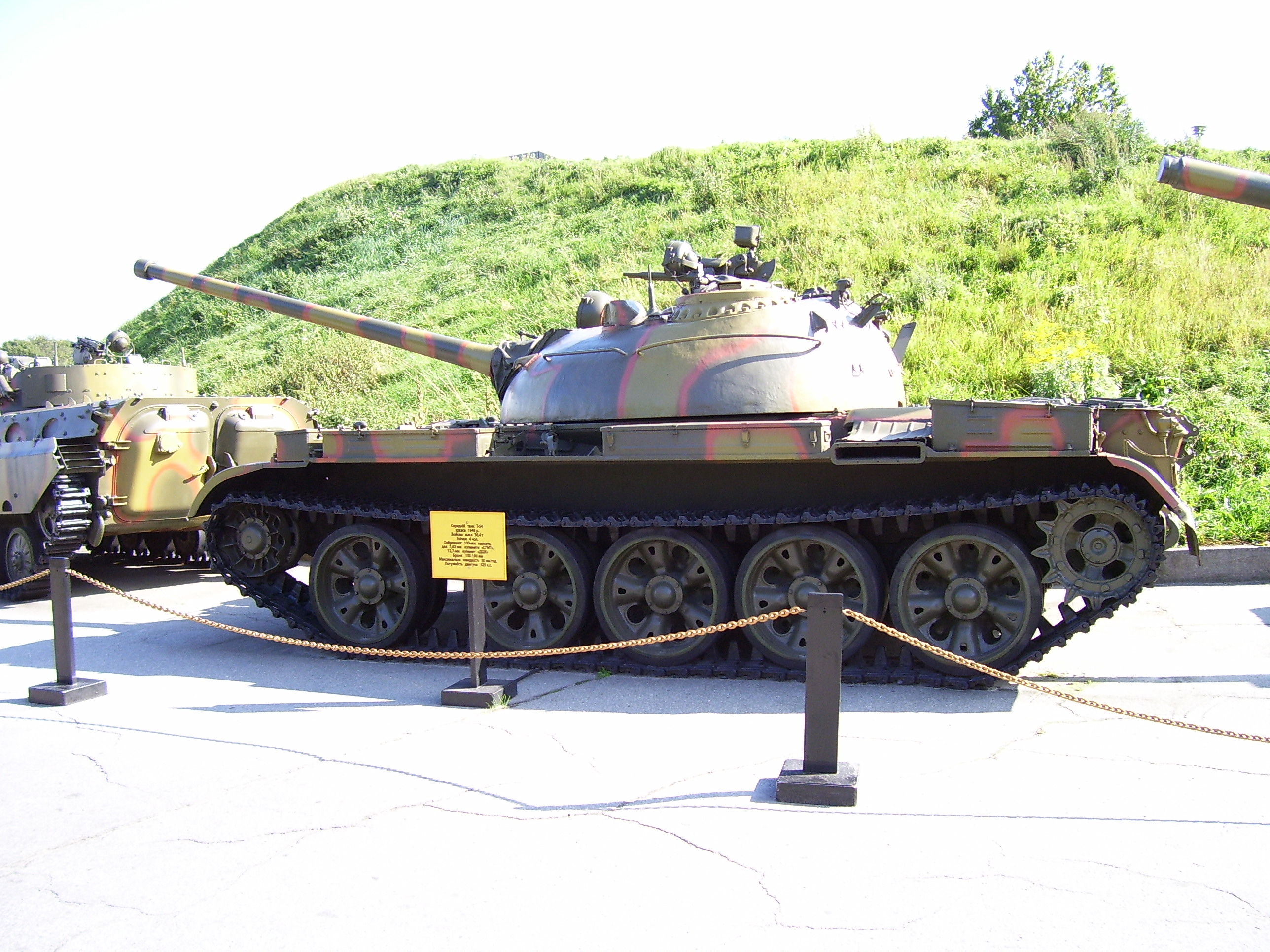
キエフの大祖国戦争歴史博物館で展示されるT-54-3（1953年型）砲塔は、ほぼ完全なお椀形になった。この車体はプレス製転輪と砲口カウンターウェイトを装備している。

初期のT-54の完成型が、1952年に生産開始されたこのタイプであった。T-54-3とも呼ばれ、砲塔後部にショットトラップを残した1951年型と、それを無くして後の標準的な形状が完成した1953年型がある。単にT-54と言う場合は後者を指していることが多い。
このタイプには新型の半円球型砲塔が搭載され、以降のソ連戦車の基本形となった。その構造は上面が無い形で鋳造された砲塔に、左右二分割の天井板を溶接したものである。照準装置もさらに新型のTSh2-20に改められ、これにより3.5-7倍の拡大望遠が可能となった。また、煙幕発生装置はBDSh-5に変更された。

### T-54A
ソ連では特に区別されていなかったが、NATOによる分類ではT-54Aと呼ばれる派生型が1955年に製作された。
最大の変更点となったのが、主砲をD-10TGに換装したことである。これにより砲安定装置が導入され、砲身先端にはカウンターウェイトが装備された。これはSTP-1「ゴリゾーント」と呼ばれる照準の縦軸を制御する装備であり、同時に手動であった俯仰角の操作も電動または油圧となった。なお、「ゴリゾーント」（горизонтガリゾーント）は、ロシア語で「水平線」の意味である。主砲は、改良型のD-10TGに変更された。しかし走行中に砲尾が動いて装填手を事故死させるというトラブルも発生しており、完成度に問題があった。さらに熱感知式の自動消火装置と新型オイルフィルターが装備され、転輪は鋳造製だったものがプレス製となった。
装甲は砲塔で最大210 mm、車体前面で100 mm、車体側面で80 mmで、以前と同じである。材質は当時主流であった均質鋼が用いられた。
この他、射撃後の砲身に溜まった火薬のガスを清掃するエジェクターも装備された。また、TVN-1夜間照準装置が標準装備に加わった。水中航行能力を付与するため、OPVTシュノーケルも装備された。
中国の59式戦車は、このタイプのライセンス生産である。

### T-54B
同様に、ソ連では特に区別されていなかったが、西側諸国でT-54Bと呼ばれる派生型が1957年に完成された。
砲がD-10T2Sに変更され、砲口のカウンターウェイトに代わってエバキュエーターが取り付けられた。この砲には横軸の制御を加えた新しい砲安定装置STP-2「ツィクローン」が装備された。なお、「ツィクローン」（циклонツィクローン）は、「サイクロン」のこと。しかしこの装置は、近年の戦車のように行進間射撃ができる程の性能ではなく、目標に対し大雑把に指向したのを砲手が微調整して照準するというレベルだった。また、砲塔下部にターンテーブルが設置され、装填手が旋回に合わせて動かずに済むようになった。
1959年からは暗視装置類が増備された。照準手用の赤外線夜間照準装置としてL-2「ルナー」（月の意味）プロジェクター付きのTPN-1-22-11が装備された。これは、砲のマスクと指揮官用夜間装置、指揮官キューポラに装備されたOU-3プロジェクターからなるシステムであった。
この他、水中航行能力を付与するための装備も増設された。燃料搭載量は1,212リットルに増加され、走行距離は430 kmにまで向上された。

## 比較
|          | T-14                                      | T-90                                      | T-80U                                                       | T-80                               |
| -------- | ----------------------------------------- | ----------------------------------------- | ----------------------------------------------------------- | ---------------------------------- |
| 画像     |                                           |                                           |                                                             |                                    |
| 世代     | 第3.5世代                                 | 第3世代                                   | 第3世代                                                     | 第3世代                            |
| 全長     | 10.8 m                                    | 9.53 m                                    | 9.55 m                                                      | 9.55 m                             |
| 全幅     | 3.5 m                                     | 3.78 m                                    | 3.6 m                                                       | 3.6 m                              |
| 全高     | 3.3 m                                     | 2.23 m                                    | 2.2 m                                                       | 2.2 m                              |
| 重量     | 55 t                                      | 46.5 t                                    | 46 t                                                        | 42.5 t                             |
| 主砲     | 2A82-1M 125mm滑腔砲                       | 2A46M/2A46M-5 51口径125mm滑腔砲           | 2A46M-1/2A46M-4 51口径125mm滑腔砲                           | 2A46M-1/2A46M-4 51口径125mm滑腔砲  |
| 装甲     | 複合+爆発反応+ケージ （外装式モジュール） | 複合+爆発反応+ケージ （外装式モジュール） | 複合+爆発反応 （外装式モジュール）                          | 複合+爆発反応 （外装式モジュール） |
| エンジン | 液冷4ストローク X型12気筒ディーゼル       | 液冷4ストローク V型12気筒ディーゼル       | ガスタービン or 液冷2ストローク 対向ピストン6気筒ディーゼル | ガスタービン                       |
| 最大出力 | 1,350 - 2,000 hp                          | 840 - 1,130 hp                            | 1,000 - 1,250 hp                                            | 1,000 - 1,250 hp                   |
| 最高速度 | 80 – 90 km/h                              | 65 km/h                                   | 70 km/h                                                     | 70 km/h                            |
| 懸架方式 | 不明                                      | トーションバー                            | トーションバー                                              | トーションバー                     |
| 乗員数   | 3名                                       | 3名                                       | 3名                                                         | 3名                                |
| 装填方式 | 自動                                      | 自動                                      | 自動                                                        | 自動                               |

|          | T-72                                | T-64                                                       | T-62                                | T-55                                | T-54                                |
| -------- | ----------------------------------- | ---------------------------------------------------------- | ----------------------------------- | ----------------------------------- | ----------------------------------- |
| 画像     |                                     |                                                            |                                     |                                     |                                     |
| 世代     | 第2.5世代 （B型以降第3世代）        | 第2.5世代                                                  | 第2世代                             | 第1世代                             | 第1世代                             |
| 全長     | 9.53 m                              | 9.2 m                                                      | 9.3 m                               | 9.2 m                               | 9 m                                 |
| 全幅     | 3.59 m                              | 3.4 m                                                      | 3.52 m                              | 3.27 m                              | 3.27 m                              |
| 全高     | 2.19 m                              | 2.2 m                                                      | 2.4 m                               | 2.35 m                              | 2.4 m                               |
| 重量     | 41.5 t                              | 36～42 t                                                   | 41.5 t                              | 36 t                                | 35.5 t                              |
| 主砲     | 2A46M/2A46M-5 51口径125mm滑腔砲     | 2A21 55口径115mm滑腔砲 2A46M 51口径125mm滑腔砲 （A型以降） | U-5TS（2A20） 55口径115mm滑腔砲     | D-10T 56口径100mmライフル砲         | D-10T 56口径100mmライフル砲         |
| 装甲     | 複合 （B型以降爆発反応装甲追加）    | 通常                                                       | 通常                                | 通常                                | 通常                                |
| エンジン | 液冷4ストローク V型12気筒ディーゼル | 液冷2ストローク 対向ピストン5気筒ディーゼル                | 液冷4ストローク V型12気筒ディーゼル | 液冷4ストローク V型12気筒ディーゼル | 液冷4ストローク V型12気筒ディーゼル |
| 最大出力 | 780 - 1,130 hp/2,000 rpm            | 700 hp/2,000 rpm                                           | 580 hp/2,000 rpm                    | 580 hp/2,000 rpm                    | 520 hp/2,000 rpm                    |
| 最高速度 | 60 km/h                             | 65 km/h                                                    | 50 km/h                             | 50 km/h                             | 50 km/h                             |
| 懸架方式 | トーションバー                      | トーションバー                                             | トーションバー                      | トーションバー                      | トーションバー                      |
| 乗員数   | 3名                                 | 3名                                                        | 4名                                 | 4名                                 | 4名                                 |
| 装填方式 | 自動                                | 自動                                                       | 手動                                | 手動                                | 手動                                |

## 生産と運用

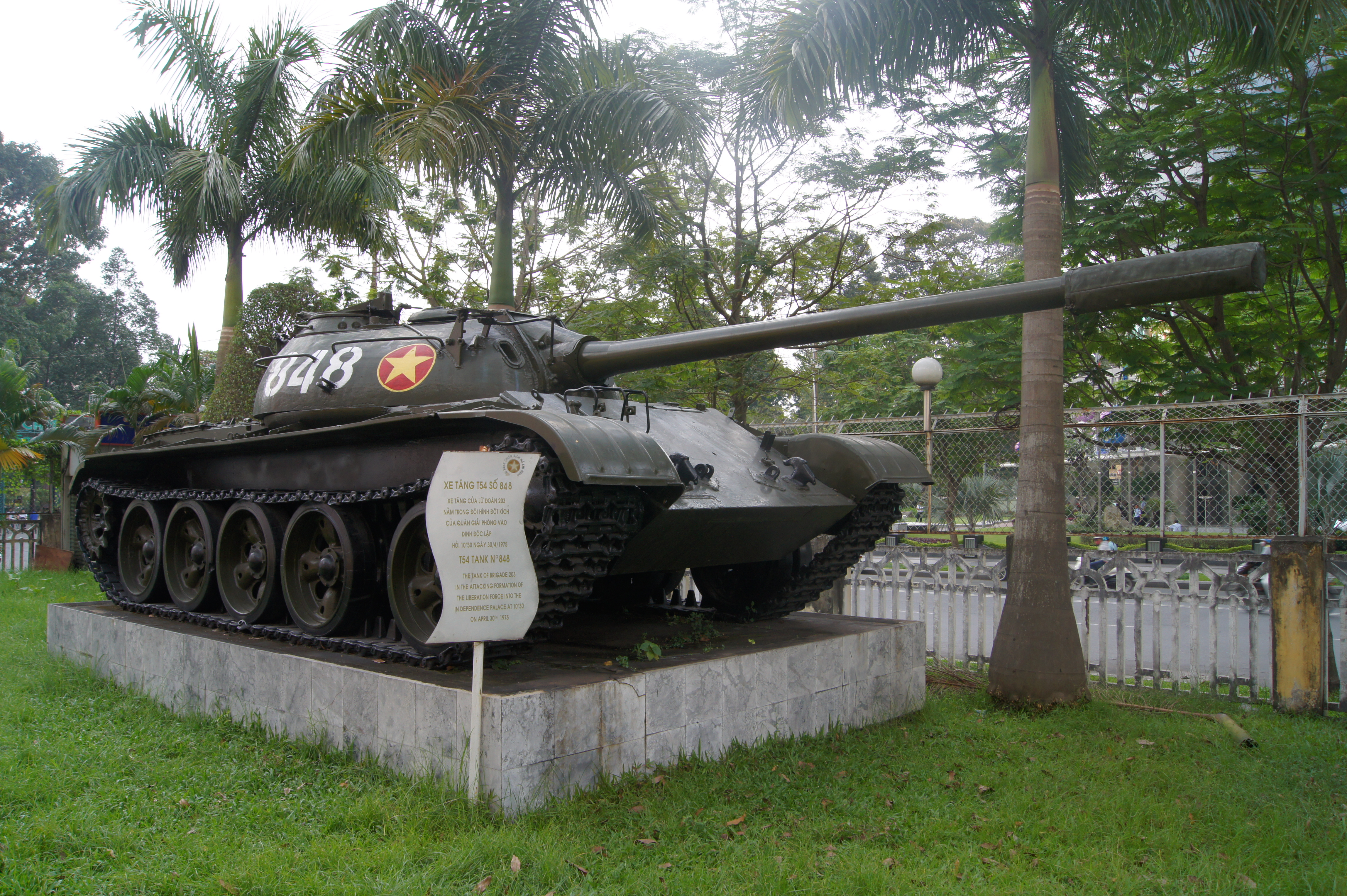
サイゴン陥落（ベトナム戦争）時、当時大統領府だった統一会堂への突入に使用された北ベトナム軍のT-54戦車、車体前面の中央付近に固定機関銃の発射口である小穴が見える

T-54シリーズの生産は、ウクライナ・ソビエト社会主義共和国のハリコフ機関車工場（現在のV・O・マールィシェウ記念工場）とロシア・ソビエト連邦社会主義共和国のウラル車輌工場（現在のウラルヴァゴンザヴォート）で行われた。
T-54は、ドイツのパンターを完全に凌駕し、また、同世代のアメリカ合衆国のパットンシリーズ（M46/M47/M48/M60）やイギリスのセンチュリオンにとっても重大な脅威となる性能を持っていた。冷戦時代の情報の曖昧さもあり、1950年代を通じ、T-54は西側諸国にとって異常なほどの危険を感じさせることになり、105 mm砲を装備した新型戦車の開発やアップグレードが急がれた。しかし後の調査では、T-54/55の100 mm砲は西側の90 mm砲と同程度の威力に過ぎなかったと評価されている。
最初の実戦参加となったのは1956年のハンガリー動乱で、このときにはハンガリー軍の対戦車砲やモロトフ火炎手榴弾で若干数が撃破されている。ベトナム戦争においてもベトナム人民軍（北ベトナム軍）が使用しており、1975年のサイゴン陥落時にサイゴン市内を行進する写真や、当時ベトナム共和国（南ベトナム）大統領府として使用されていた統一会堂にフェンスを破って突入した映像が有名である。
その後も多数が実戦に投入されているが、後継のT-55やT-62、特にT-55としばしば混同されるため、また、そもそも意図的に共通性が高い設計となっており、部隊での混合運用が可能であったことから、T-54シリーズのみの戦歴は明らかではない。
現代でも世界中で運用されている模様であるが、前述のような理由もあり、その実態は明らかではない。近代化改修規格の開発も冷戦時代より各国で行われてきたが、T-55やT-62の近代化改修規格が多少の変更で流用できるという利点がある。
戦車としての運用から退いた車両の車体は各種の派生型に転用された他、一部は民間に払い下げられて重量物牽引用のトラクターとして用いられており、また、砲塔のみが中ソ国境や千島列島でトーチカとして転用されていた例がある。
ロシア国内では1980年代に退役したもののモスボールが続けられてきた。ウクライナ侵攻が続く2023年には、国内の保管庫からT-54が搬出されている様子が確認されている。
また、同年6月、ロシア軍が大規模な爆発物を積んだT-54、あるいはT-55を敵陣に投じて遠隔爆破する運用を行った。

## バリエーション

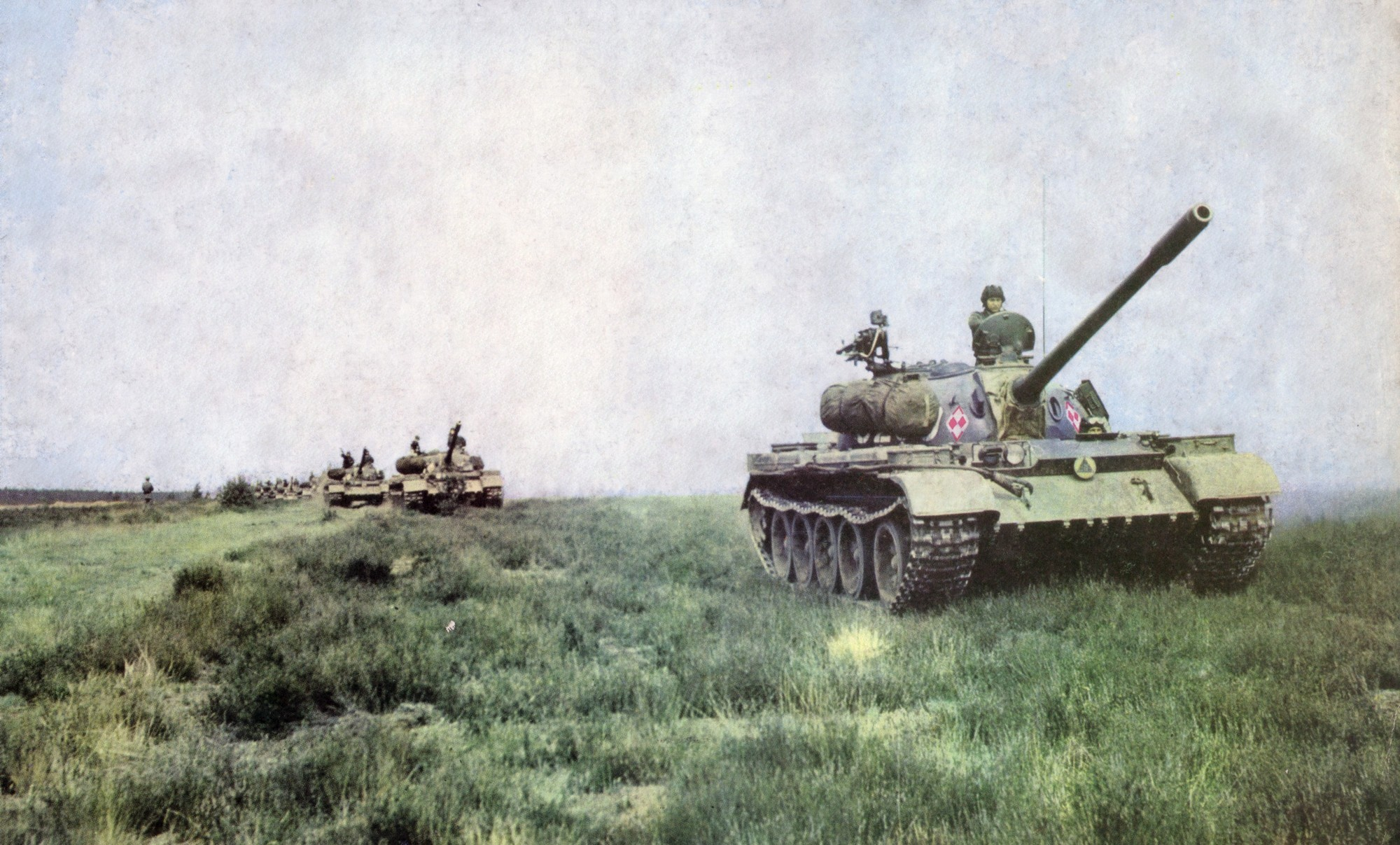
ポーランド軍のT-54

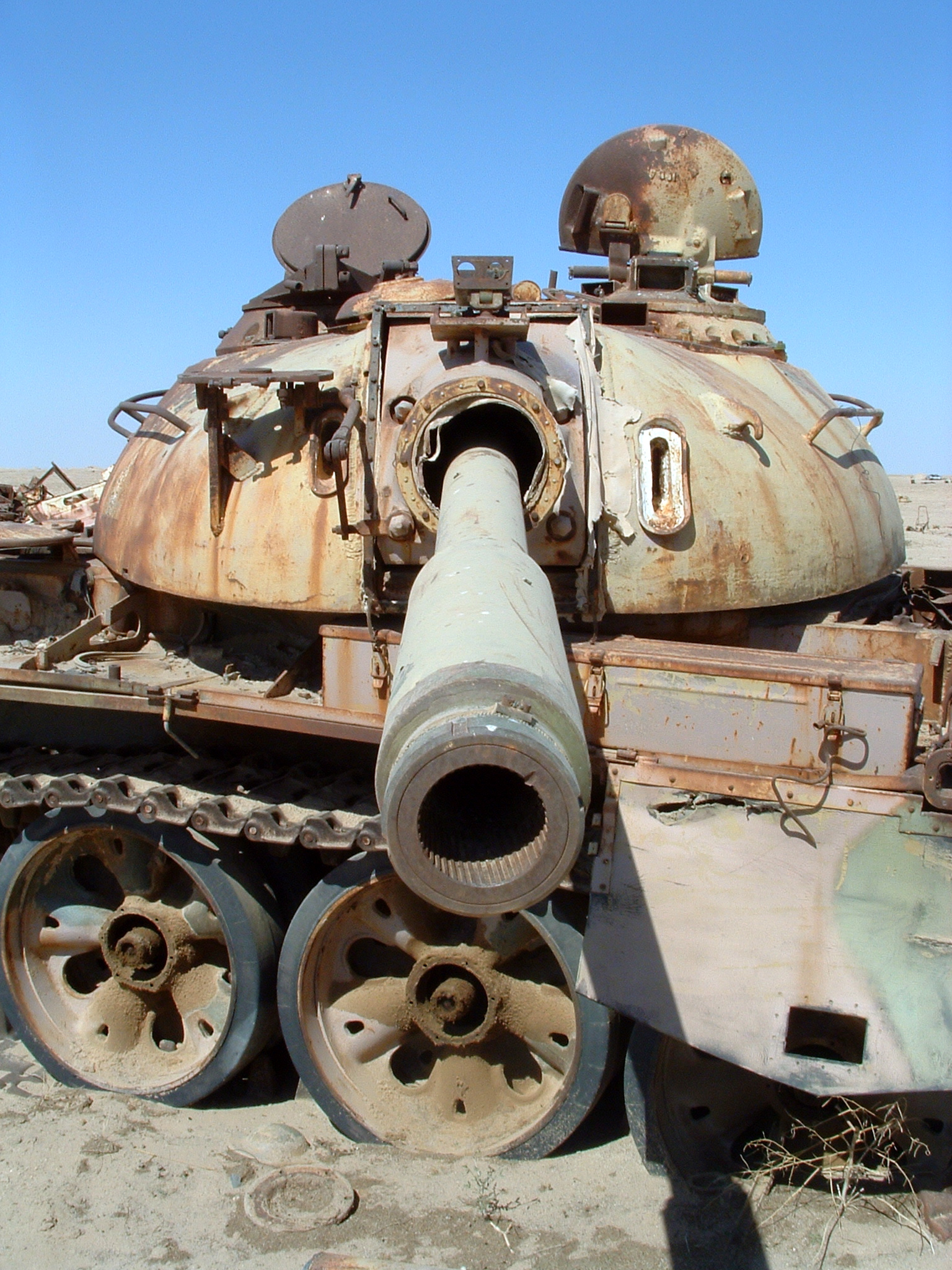
破壊されたイラクの69式戦車
（中国製T-54の発展型で、ライフル砲の様子がよくわかる）

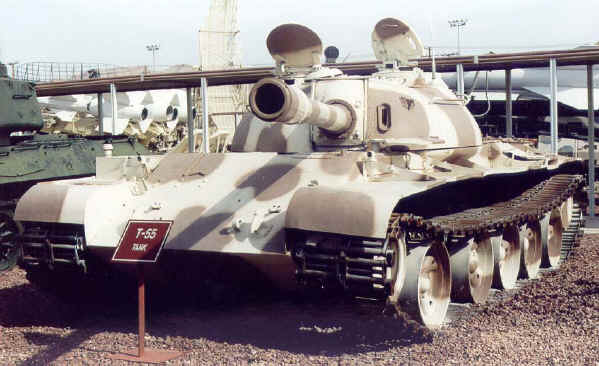
T-55と誤って紹介されるイラクのT-54

T-54-1/T-54（1946年型）
1947年から1948年にかけて生産された最初期型。1,200輌ほどが生産され、ソ連では1960年代中盤まで運用された。
T-54-2/T-54（1949年型）
1949年から1952年にかけて生産された初期型。
T-54/T-54-3/T-54（1951年型）
1952年から1954年にかけて生産された。
T-54A
1955年から1957年にかけて生産された。海外でも生産され、ポーランドでは1956年から1964年にかけて、チェコスロバキアでは1958年から1966年にかけて生産された。両国の生産車では（ソ連ではT-55から導入される）クラッチ操作を空気圧で助けるサーボ機構が装備されていた。
59式戦車
T-54Aの中国でのライセンス生産版。
T-54B
1957年から生産された。
計画139/T-54M
近代化改修型のT-54Mとは別の車輌。新しい100 mm砲D-54TやD-54TS、新しい射撃安定装置「ラードゥガ」（虹）や「モールニヤ」（稲妻）が試験された。これらは計画139の段階ではまだ完成の域に達せず、のちのT-62になってようやく実用化された。
T-54AK/T-54BK/T-54MK
指揮戦車型。K-1型ではR-113無線装置、K-2型ではHTM-10望遠鏡が装備された。
T-54M
1960年代中盤に提案されたT-54の近代化改修規格。ガンスタビライザーなどの装備が盛り込まれた。これにより、T-54はT-55水準に性能を高められた。
T-54M（1977年型）
さらなる近代化改修規格。OPVTシュノーケルやKTD-1レーザー測距儀が追加装備された。
T-54AM
1960年代中盤に提案されたT-54Aの近代化改修規格。新型のV-55エンジンの搭載、新型無線装置の装備などの変更が盛り込まれた。新型覆帯RMShが装備された車輌もあった。
T-54Z/T-54AZ/T-54AMZ
東ドイツで提案された近代化改修規格。ソ連のT-54AMに準じた規格であった。
T-54ARリェカ
チェコスロバキアで提案された近代化改修規格。愛称の「リェカ」（Řeka）は、チェコ語で「川」を意味する。ソ連のT-54AMに順ずるが、浅瀬用のシュノーケルを備えていた。
T-54近代化改修型
KhKBMで提案されている近代化改修規格。T-62の近代化改修規格に順ずるもので、700馬力の5TDFエンジンを搭載し、オプロートに搭載されたものと同じ125 mm砲KBA-3が搭載される。装甲には爆発反応装甲が採用されている。
T-55AGM
KhKBMでT-54、T-55、T-62、59式戦車に対して提案されている近代化改修規格。T-80UDやT-84に準じた能力を持つようになる。装甲はウクライナの最新鋭戦車オプロートやT-64 BM ブラートに装備された爆発反応装甲「ニージュ」が採用されており、エンジンも出力が850 馬力まで大幅に向上した5TDFMに換装される。主砲としては、口径125 mmのKBM1とNATO規格の口径120 mmのKBM2が用意されている。

## 派生型

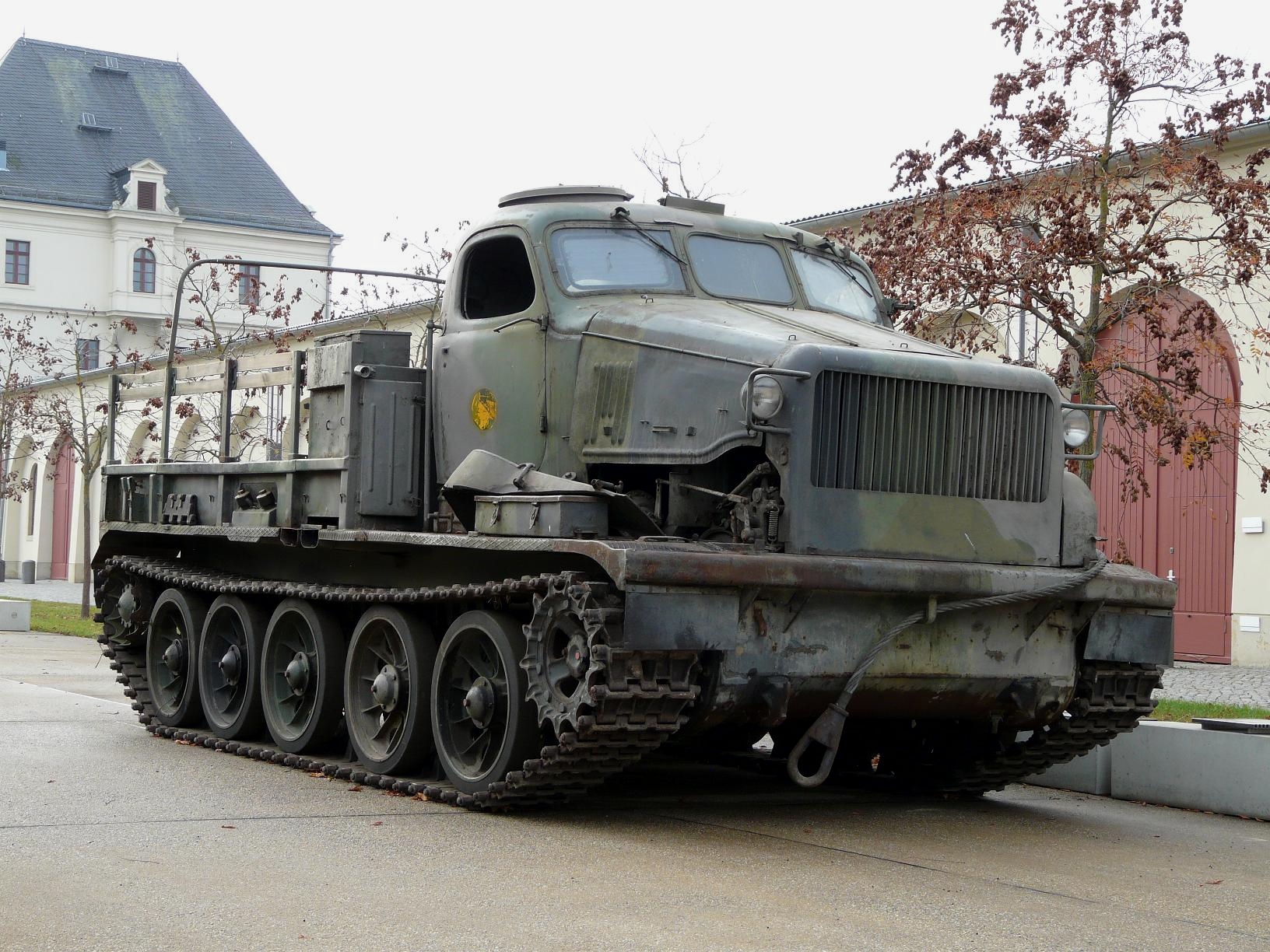
AT-T

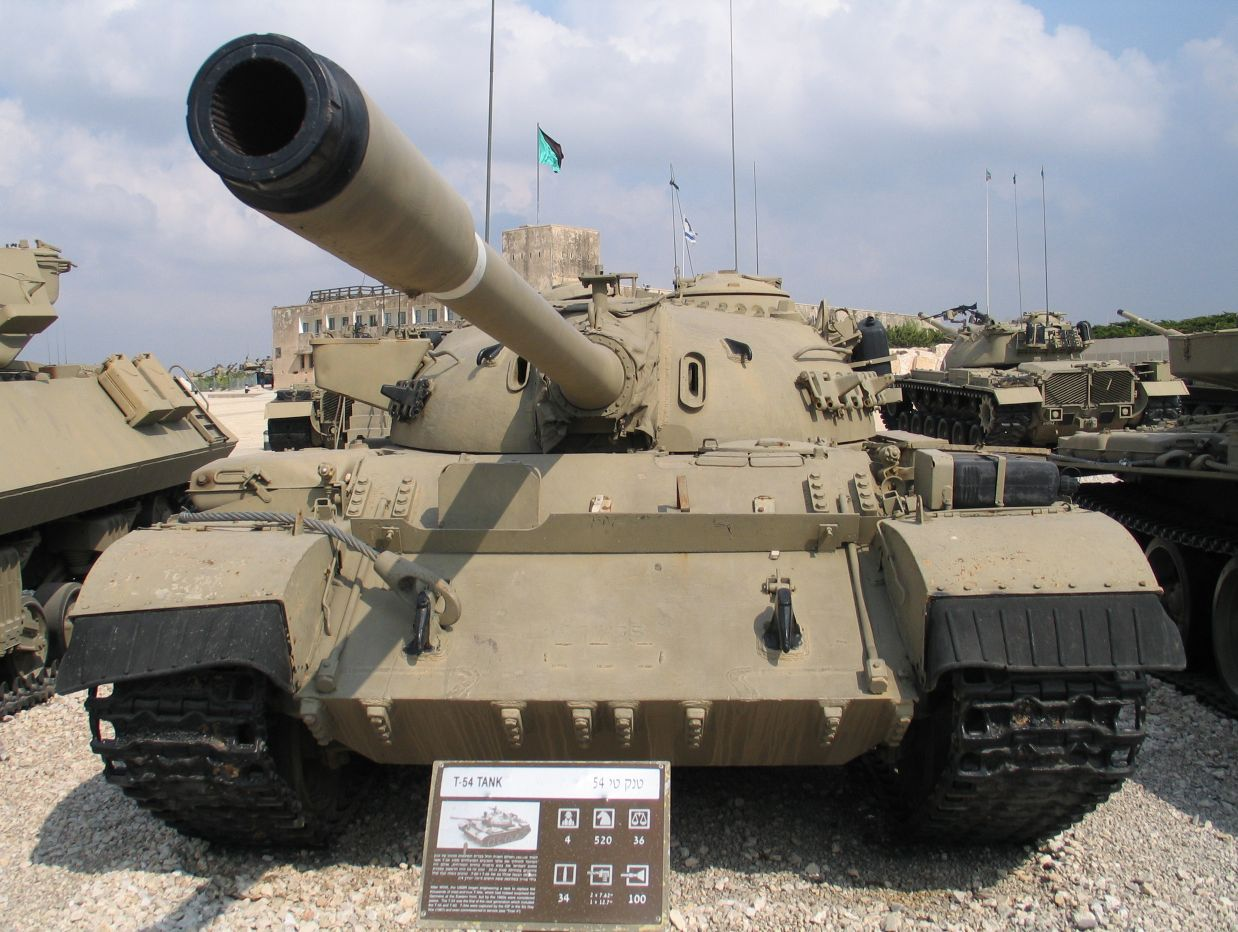
イスラエルのTiran-4

OT-54(To-54,Obiekt 481)
主砲同軸機関銃に換えてATO-49(ATO-1)火炎放射器を装備した火炎放射戦車型。主砲の搭載弾数を19発に減少させて470リットルの燃料を搭載し、最大投射距離160mの火炎放射が20回可能となっていた。

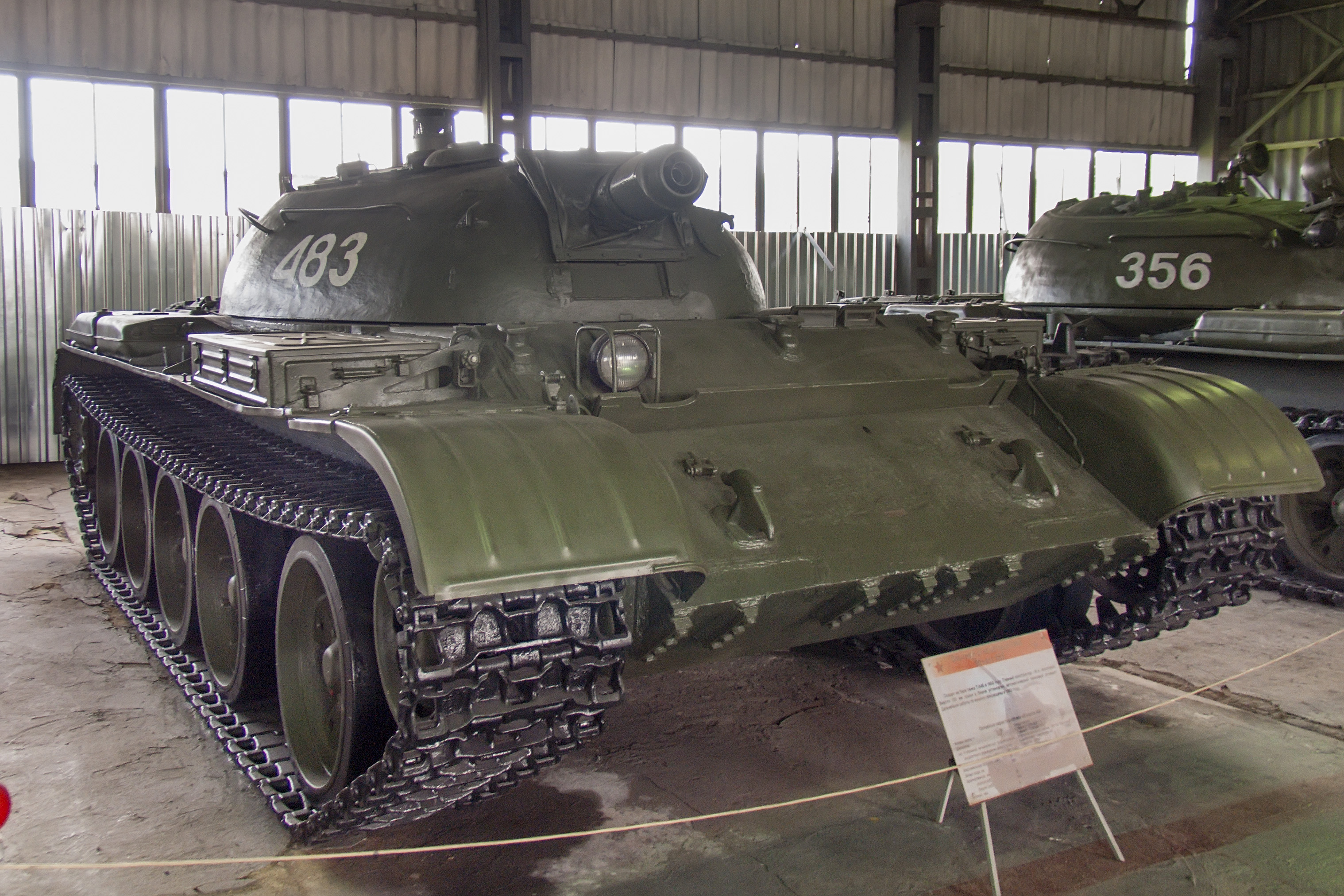
Obiekt 483
砲塔に主砲と同軸機関銃に換えてOM-250 火炎放射砲を装備した自走火炎放射器型。1959年から1962年にかけて各種のテストが行われたが、主砲がないことは実用上問題があるとされ、試作のみに終わった。
OM-250 火炎放射砲は通常の砲と同じ操作で火炎放射の操作を行うことのできる自動式火炎放射装置で、1,600リットルの燃料を搭載し、最大投射距離270mの火炎放射が14回可能となっていた。車体部の固定式機関銃はそのまま装備されており、7.62mm機関銃弾1,750発を搭載した。
T-54-T
砲塔を外した回収戦車型。
ZSU-57-2
T-54の車台を短縮したものを使った自走式対空砲。37 mm機関砲1門を搭載するZSU-37の後継車輌として開発され、強力な57 mm砲2門を搭載した。レーダーを持たず、オープントップ型であったため、ZSU-23-4によって代替された。
SU-122-54
T-54の車台を使った駆逐戦車型の自走砲。前面装甲100 mmのケースメイト式戦闘室に122mmカノン砲と2門の14.5 mm重機関銃を搭載し、ステレオ・レンジファインダー式の照準器を持つ。1954-56年の間に量産され、部隊配備された。
AT-T
T-54と共通の走行装置を持つ非装甲の砲兵トラクター。
Tiran-4
イスラエルが中東戦争で鹵獲したT-54に対し行った近代化改修を受けた派生型。
Tiran-4Sh
主砲をSharir 105 mm砲（ロイヤル・オードナンス L7）に換装した、イスラエルによる西側規格の派生型。
アチザリット
イスラエルがT-54やT-55の車体を流用して作った装甲兵員輸送車。
ラムセス2世
エジプトのT-54にテレダイン･コンチネンタル･モータース社による主砲換装などの改修を行ったもの。

## 登場作品

### 映画
『007 ゴールデンアイ』
サンクトペテルブルク市街地でジェームズ・ボンドが乗り回すロシア軍戦車役として登場。主砲先端に排煙器が装着されているが、砲塔のベンチレーターでT-54と判別できる。車体の外面にはゴムスカートやダミーの爆発反応装甲が装着されたほか、車体右前方にはダミーの操縦席が設けられ、ここからボンド役のピアース・ブロスナンが上体を出して演技を行った。実際の運転は、車体左前方にある本来の操縦席で専門のドライバーが行っている

### ゲーム
『ブルーアーカイブ』
レッドウィンター連邦学園の実質的な生徒会長である連河チェリノの別衣装のスキルにて真っ白に塗装され､除雪用シャベルが前部に装着してある「粛清君1号」と呼ばれる車両が登場する。
『World of Tanks』
ソ連中戦車T-54として開発可能。また、T-54Aをライセンス生産した59式戦車が、中国中戦車WZ-120として開発可能。また、中国中戦車Type 59としても配布、販売された。
『バトルフィールドシリーズ』
『BFVietnam』
北ベトナム軍とベトコンの戦車として登場する。
『BF4』
マルチプレイの一部マップにオブジェクトとして配置されている。

『ビビッドアーミー』
『マーセナリーズ』
北朝鮮反乱軍の主力戦車として登場する。